# Vechtsebanen
De Vechtsebanen is een sportcomplex in Utrecht. Het complex is gelegen aan de Mississippidreef 151 in de wijk Overvecht en is na een grote inzamelactie onder de Utrechtse bevolking geopend in 1970. Het bevat een deels overdekte 400 meter buitenbaan voor langebaanschaatsen en een binnenhal voor ijshockey en kunstrijden op de schaats. De schaatsbaan is in het bezit geweest van het (incourante) wereldrecord 300 meter voor mannen (22,83 van Gerard van Velde).
Naast de ijsbanen beschikt de Vechtsebanen ook over een examen- en vergadercentrum. Met het openbaar vervoer is de Vechtsebanen bereikbaar vanaf Station Utrecht Zuilen en met buslijn 1 (richting Overvecht-Noord), waarbij de IJsbaan de eindhalte van de lijn vormt.

## Grote wedstrijden
Nationale kampioenschappen
- 2000 - NK sprint
- 2003 - NK afstanden
- 2004 - NK sprint
- 2006 - NK allround

## Baanrecords
| Afstand         | Schaatser        | Land | Tijd     | Datum         |
| --------------- | ---------------- | ---- | -------- | ------------- |
| 100 m           | Andre Zonderland | NED  | 09,82    | 19-02-2000    |
| 500 m           | Erben Wennemars  | NED  | 35,49    | 01-11-2002    |
| 1000 m          | Hein Otterspeer  | NED  | 1.10,26  | 11-12-2011    |
| 1500 m          | Renz Rotteveel   | NED  | 1.50,86  | 13-03-2011    |
| 3000 m          | Carl Verheijen   | NED  | 3.51,02  | 30-10-2004    |
| 5000 m          | Renz Rotteveel   | NED  | 6.39,37  | 11-03-2011    |
| 10.000 m        | Henk Angenent    | NED  | 14.01,21 | 03-11-2002    |
| 2×500 m         | Erben Wennemars  | NED  | 71,360   | 01-11-2002    |
| Sprintvierkamp  | Hein Otterspeer  | NED  | 142,495  | 10/11-12-2011 |
| Minivierkamp    | Beorn Nijenhuis  | NED  | 158,088  | 10/11-02-2001 |
| Kleine vierkamp | Sjoerd de Vries  | NED  | 156,716  | 02-02-2007    |
| Grote vierkamp  | Mark Tuitert     | NED  | 160,140  | 28/29-01-2006 |

| Afstand         | Schaatsster           | Land | Tijd     | Datum         |
| --------------- | --------------------- | ---- | -------- | ------------- |
| 100 m           | Marloes Gelderblom    | NED  | 10,62    | 19-02-2000    |
| 500 m           | Thijsje Oenema        | NED  | 38,84    | 14-12-2013    |
| 1000 m          | Chloé Hoogendoorn     | NED  | 1.18,30  | 24-11-2024    |
| 1500 m          | Song Li               | CHN  | 2.02,54  | 29-10-2000    |
| 3000 m          | Barbara de Loor       | NED  | 4.16,91  | 02-11-2002    |
| 5000 m          | Yvonne Nauta          | NED  | 7.21,89  | 13-03-2011    |
| 10.000 m        | Dorian Schoonderwoerd | NED  | 17.15,93 | 17-02-1998    |
| 2×500 m         | Marianne Timmer       | NED  | 79,450   | 01-11-2002    |
| Sprintvierkamp  | Janine Smit           | NED  | 158,555  | 13/14-12-2014 |
| Minivierkamp    | Frédérique Ankoné     | NED  | 168,551  | 10/11-02-2001 |
| Kleine vierkamp | Wieteke Cramer        | NED  | 174,234  | 28/29-01-2006 |

## Vechtsebanen (openlucht)

### Grote wedstrijden
Wereldbekerwedstrijden
- 1985/1986 - Wereldbeker 3 mannen

Nationale kampioenschappen
- 1983 - NK sprint
- 1985 - NK sprint
- 1986 - NK sprint
- 1987 - NK afstanden deel 2
- 1993 - NK sprint